# 佃客
佃客，亦称田客，中国汉代以后官僚地主、世家豪强荫庇下的一种依附农民。
佃客依附於別人出租的土地爲生，受士族地主的庇护，与主人结成封建依附关系。他们向豪门贵族并种田地服杂役。
战国时已出现佃种他人土地进行耕种并交地租的农民，尚无佃客之称。从西汉开始，具有自由身份的宾客就有降为贵族、豪强的附从的。东汉以后，客的地位更加卑微，常用于农业生产。汉献帝建安年间，官私佃客已遍布南北。
西晋太康元年（280年）颁布户调式，明确规定客的私属身份。东晋、南朝的私附、乐属、属名、程荫，北朝的荫附，以及南北朝后期直到隋唐的部曲，由浮客组成的佃家等，基本都属于分成制佃农。他们是合法与非法的依附者，依附于豪强，纳大半之赋。
晋朝的制度，官品第一、第二者，佃客不超过五十户，以下递减。南朝为官品第一、第二，佃客不超过四十户，依附于佃主户籍上。后来也指租种他人土地的佃户及佃种田庄土地的庄客。